# جون كورتيس
جون كورتيس (بالإنجليزية: John Courtis)‏ (22 أغسطس 1902 – 1975) هو ملاكم من المملكة المتحدة راحل، مثّل بلاده في الألعاب الأولمبية الصيفية 1924.

## روابط خارجية
جون كورتيس على موقع أوليمبيديا (الإنجليزية)